# Kostnica w Heřmánkovicach
Kostnica w Heřmánkovicach – zabytkowa kostnica w miejscowości Heřmánkovice, położonej w Czechach, w kraju hradeckim, w Sudetach Środkowych.

## Historia
Parterowa kostnica kryta  dachem czterospadowym, zbudowana na planie kwadratu, na wzniesieniu obok barokowego kościoła pw. Wszystkich Świętych, wzniesionego w latach 1722–1723, należącego do broumovskiej grupy kościołów. Kostnica stoi na terenie cmentarza w centrum obszaru kultowego z kościołem, murem i rzeźbą kalwaryjską poniżej cmentarza. Obok znajduje się barokowa plebania.

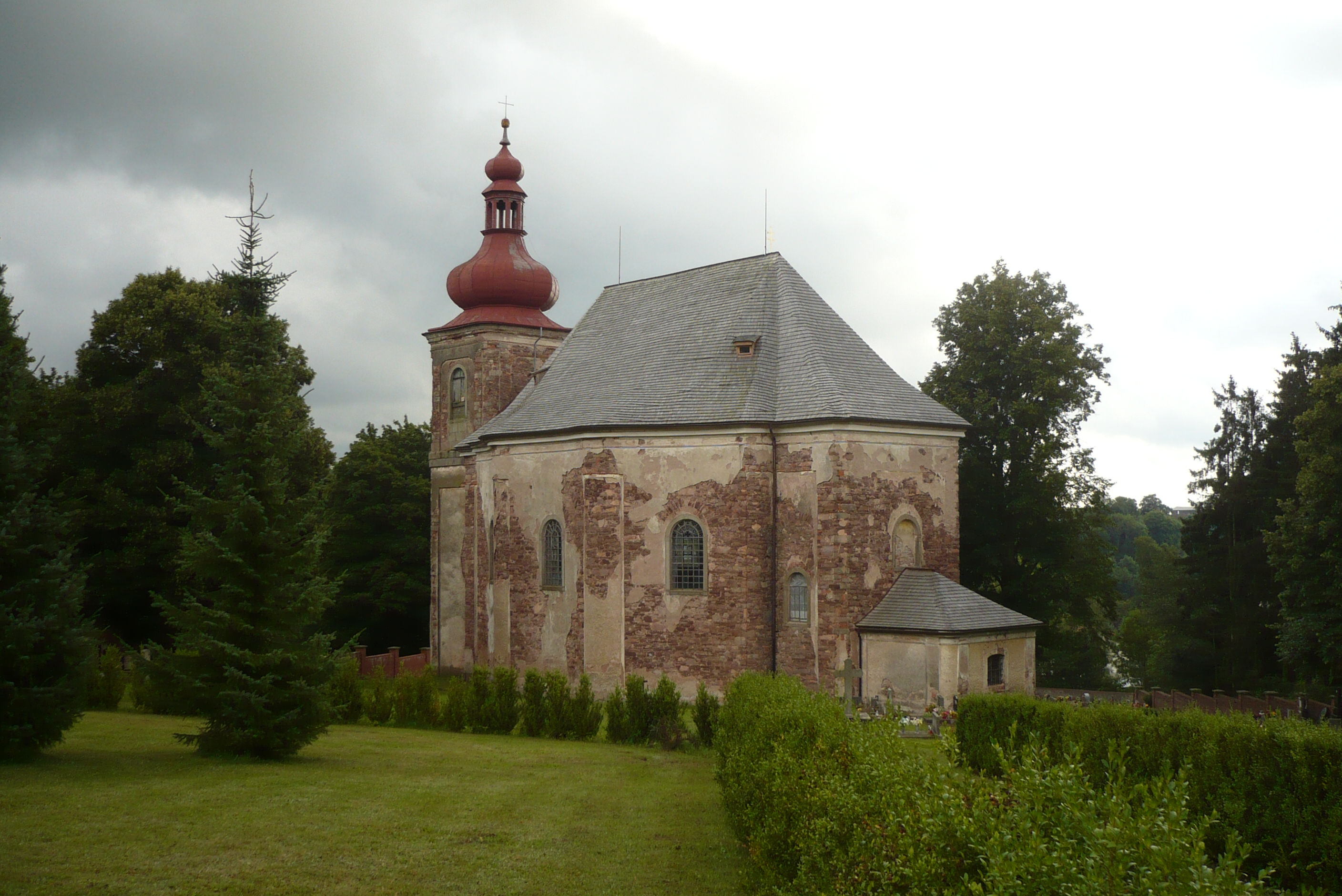
Kościół
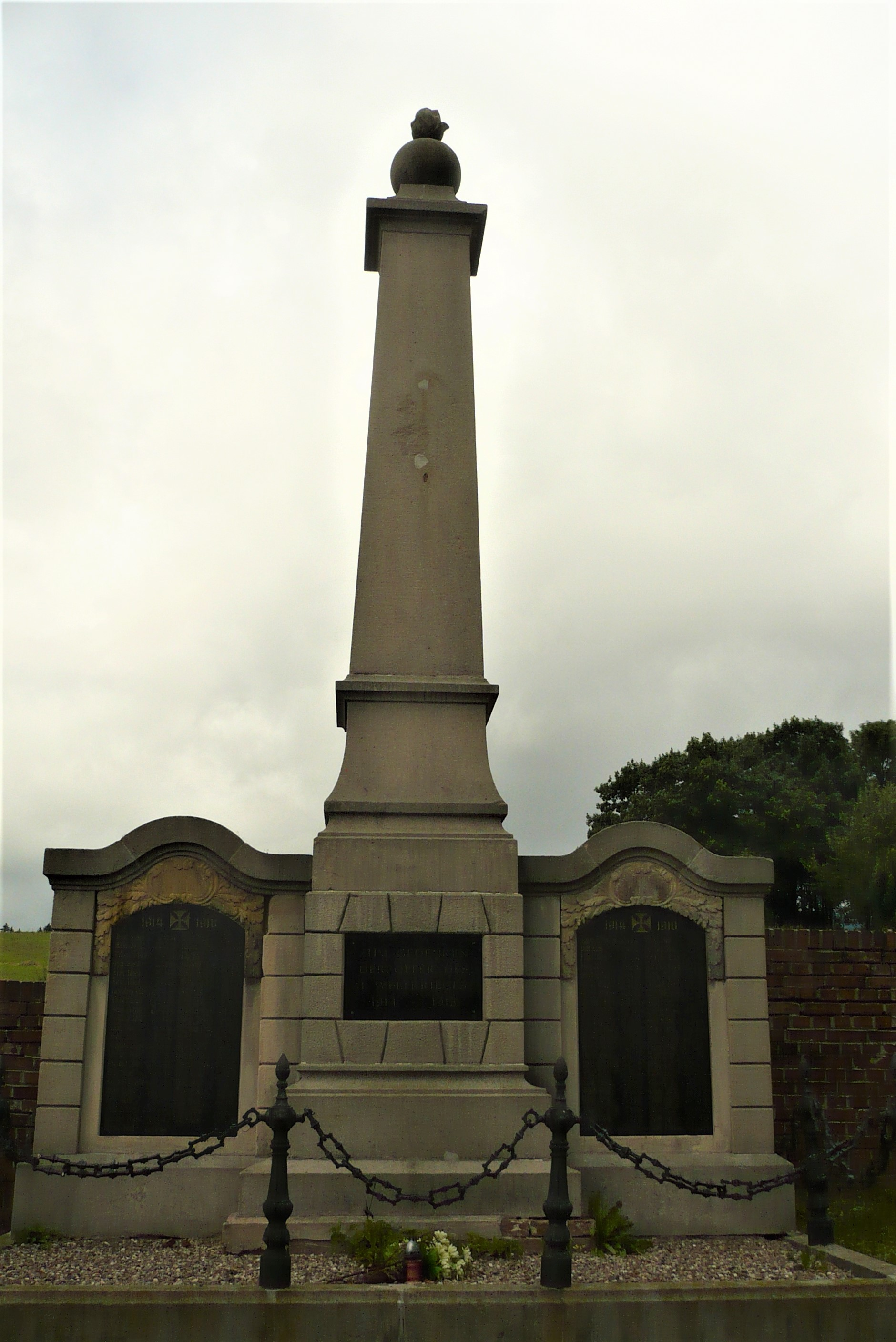
Pomnik poległych
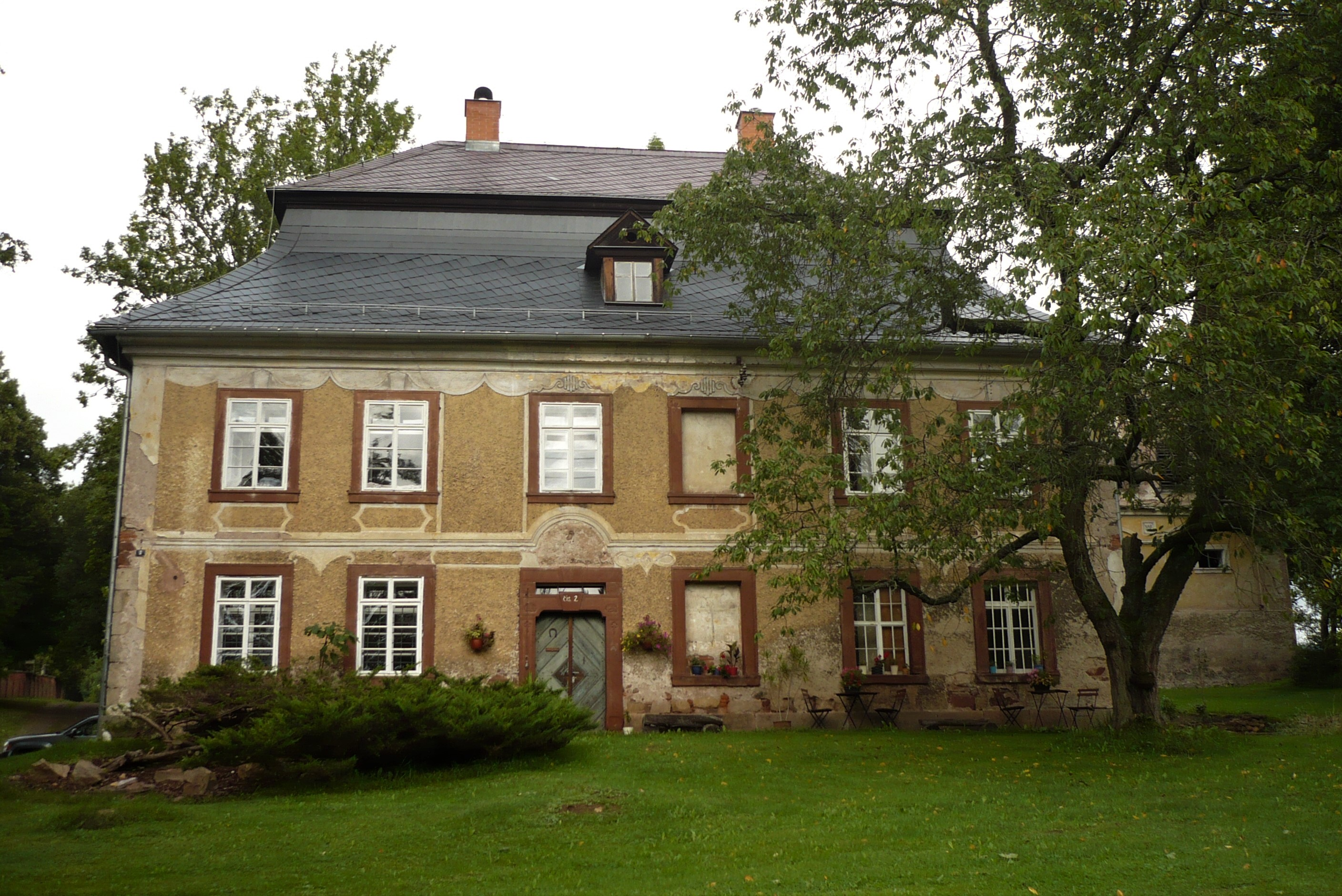
Plebania
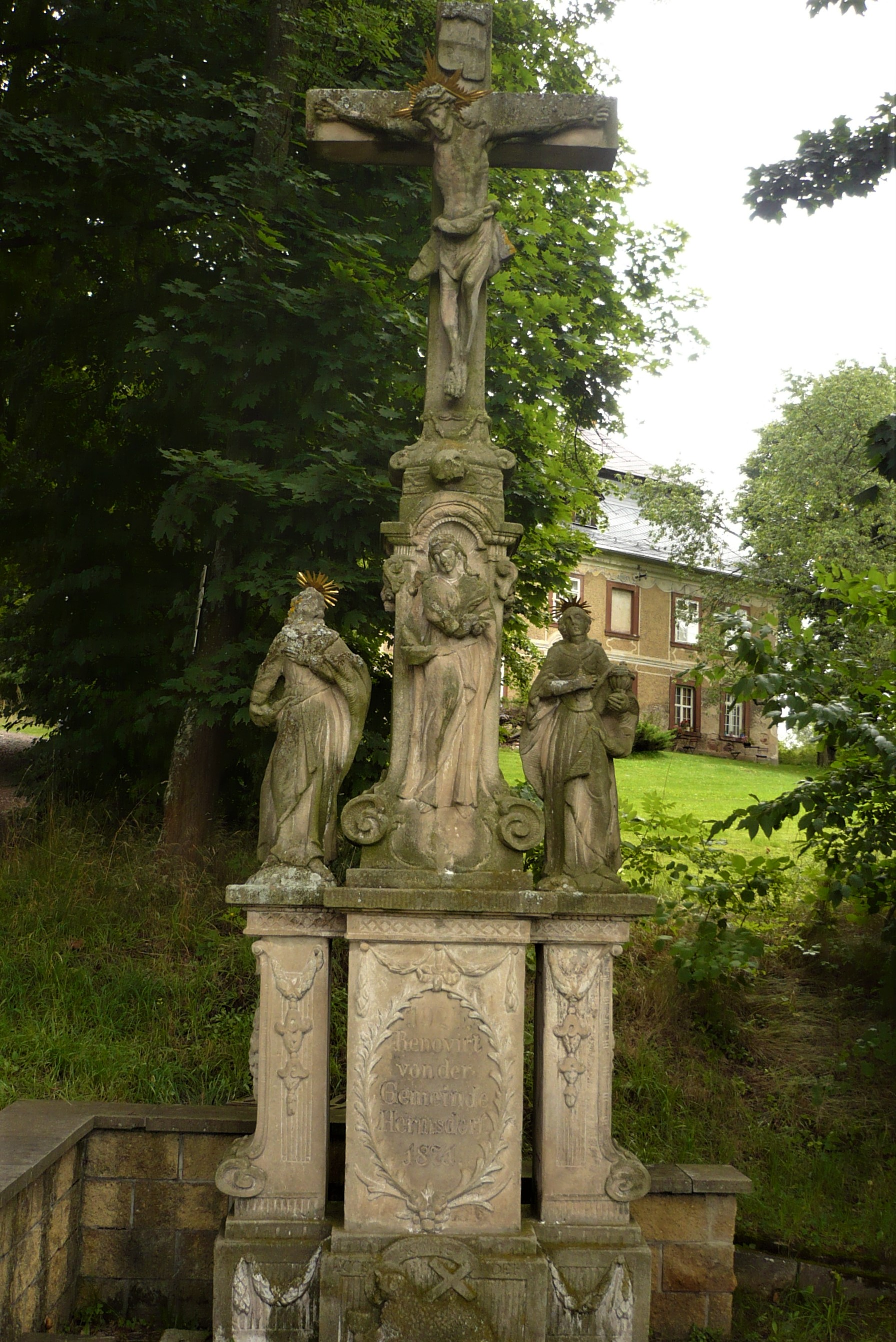
Krzyż poniżej cmentarza